# Pippa Bacca
Pour les articles homonymes, voir Bacca.
Giuseppina Pasqualino di Marineo, née le 9 décembre 1974 et morte assassinée le 31 mars 2008, connue sous le nom de Pippa Bacca, est une artiste italienne. Elle se situe dans la mouvance de l'art conceptuel et réalise des performances artistiques parfois audacieuses. Elle trouve tragiquement la mort en 2008 lors d’une performance où, vêtue d’une robe de mariée, elle traversait des zones de conflit pour promouvoir la paix. Son projet s’est brutalement interrompu en Turquie, où elle a été assassinée et violée.

## Biographie

### Origine
Pippa Bacca appartient à une famille noble, reconnue sous le royaume d'Italie avec le titre de Patricien de Bari, transmissible par les hommes. Elle est la fille de Guido et de sa première épouse Elena Manzoni. Les parents divorcent en 1986. Elle est la nièce de l'artiste Piero Manzoni, lequel était le frère d'Elena. 

### Fin tragique
La dernière performance est un voyage d'Italie au Moyen Orient. Arrivée à Gebze en Turquie,  au sud-est d'Istanbul, Pippa Bacca est violée et assassinée par un homme, père de famille sans antécédents judiciaires, mais déjà connu de la police turque, qui l'avait prise en stop à une station-service,,.

## Œuvre

### Transformations d'objets
Le leitmotiv de l'art de Pippa Bacca est la transformation d'objets en d'autres objets, généralement à l'aide de simples ciseaux : par exemple, les photos des personnes qui l'ont déposée en voiture sont découpées jusqu'à ce qu'elles prennent la forme d'un moyen de transport ; le crochet est utilisé pour créer des tricots aux formes phalliques ou sexuellement allusives ; l'œuvre Mutations chirurgicales est constituée de feuilles ramassées dans une forêt et découpées de manière à les transformer en feuilles d'autres espèces de plantes.

### Performances
Les performances de Pippa Bacca tournent autour du voyage, de l'autostop. Pippa Bacca, sur des chemins défrichés par l'artiste française Sophie Calle, place au cœur de son travail et de son optique les inconnus, et la confiance inconditionnelle pour favoriser la rencontre. Pippa Bacca choisit comme règle et défi de ne jamais refuser de monter dans une voiture même si « la tête de son occupant ne lui revient pas » car la pratique du voyage en auto-stop fait partie de son expérience d'enfant, de jeune fille et d'artiste.

#### Le voyage au Moyen Orient
Dans cette performance, ce « principe absolu et non négociable de confiance dans l'autre, dans la rencontre avec des inconnu(e)s, — l'Inconnu comme une sublimation d'altérité », est transposé dans ce que Sophie Calle appelle « une règle du jeu décidée au préalable », qui n'est pas « vraiment l'abolition de [sa] propre volonté [...] mais décision de [s]'abandonner dans quelque chose [une aventure] qu'[on] a entièrement dessinée ».

#### Principe, objectifs
Pour promouvoir la paix mondiale, avec une autre artiste, Silvia Moro, elle prévoit un trajet en auto-stop, fondé sur la confiance absolue en l'autre, de l'Italie du Nord jusqu'au Moyen-Orient, de mars à mai 2008,en portant symboliquement une robe de mariée tout au long du voyage. Une exposition est prévue au retour dans une galerie de Vérone ; dans celle-ci il est prévu que chaque robe de mariée ayant voyagé (et portant tous les stigmates du temps et des espaces traversés) soit confrontée avec son homologue à l'état neuf. Des souvenirs et des photos prises lors du voyage, auraient dû être présentées.
Le projet repose sur un paradoxe : porter longtemps un vêtement qui est par nature éphémère, destiné normalement à n'être utilisé qu'une fois, la robe de mariée dont la blancheur connote la pureté virginale ; peut-être pour déconstruire un mythe patriarcal dans une optique néo-féministe. Un autre but de l'artiste-performeuse est de faire « un mariage entre les différents peuples et nations » et de « porter un message de paix dans les pays en conflit ou en guerre ».

#### Dispositif
« Alors les deux artistes mettent au point un itinéraire précis, grâce à des associations locales, un itinéraire qui s'étend de Trieste jusqu'à Jérusalem ». Plusieurs rendez-vous sont prévus avec des sages-femmes des pays traversés, où Pippa Bacca doit laver les pieds de ces praticiennes dans une bassine de cuivre et les essuyer avec sa robe de mariée ― geste d'inspiration biblique, appartenant à la culture du Moyen-Orient et reproduisant le geste du Christ dans le Nouveau Testament. Silvia Moro a prévu pour sa part de demander aux femmes croisées de coudre des motifs sur sa robe de mariée à elle.
« Le départ est prévu, toujours pour le symbole, le 8 mars 2008, journée internationale de lutte pour les droits des femmes ». Le périple croise plusieurs objectifs artistiques et plusieurs symboliques : le statut de l'art dans la société ; la mystique du pèlerinage à Jérusalem ; la paix dans le monde ; la réparation symbolique des blessures et dommages de la guerre par la candeur virginale de la robe de mariée, que la traîne est censée effacer et consoler par la confiance a priori en l'Autre, par l'amour, par l'union et le métissage ; l'enfantement comme renaissance ; la place enfin de la femme dans la société, et son rôle particulier dans la reconstruction civilisationnelle.

#### Interruption
Le voyage s'interrompt près d'Istanbul avec la disparition de Pippa Bacca. Son corps est retrouvé dans un fossé, un conducteur l'a violée puis tuée aux alentours de la ville. Des photos du coupable se trouvent dans l'appareil de l'artiste.

## Postérité
Son histoire fait l'objet de deux films, le pamphlet Pippa'ya Mektubum (« Ma lettre à Pippa ») par la réalisatrice turque Bingöl Elmas en 2010, et le documentaire La Mariée, réalisé en 2012 par le cinéaste Joël Curtz, qui a restauré avec son équipe les images tournées dans la caméra de Pippa, lesquelles avaient été effacées par le meurtrier ou la police turque, ainsi que d'un roman de Nathalie Léger, La Robe blanche (2018), inspiré par les images du film.
Le 27 août 2019, sur la version italienne de la chaîne américaine Crime & Investigation est diffusé Sono innamorato di Pippa Bacca, un documentaire réalisé par Simone Manetti qui raconte l'histoire de Pippa Bacca et de son voyage.
Le 7 décembre 2021, sur France Inter, dans Affaires sensibles, Fabrice Drouelle raconte le voyage sans retour de Pippa Bacca avec Nathalie Léger comme intervenante (deux diffusions).